# براكو دو ترومبودو
براكو دو ترومبودو بلدية في ولاية سانتا كاتارينا في المنطقة الجنوبية من البرازيل.